# Sosednja kota
Sosédnja kóta ali kóta v sosédnji légi sta v geometriji kota, ki imata skupen vrh in en krak.
Izraz sosednja kota opisuje posebno medsebojno lego kotov. Če sta kota sosednja in imata vsoto 180°, ju imenujemo sokota.